# Vibración electrónica
La vibración electrónica, consiste en las señales eléctricas en los circuitos electrónicos y son vibraciones en los electrones que se desplazan por los componentes electrónicos y conductores de un sistema cuando se les aplica una DDP (diferencia de potencial).
Las vibraciones se pueden comprobar, medir y mirar mediante un osciloscopio.
- Datos: Q6160936